# Canton de Putanges-Pont-Écrepin
Le canton de Putanges-Pont-Écrepin est une ancienne division administrative française située dans le département de l'Orne et la région Basse-Normandie.

## Géographie
Ce canton était organisé autour de Putanges-Pont-Écrepin dans l'arrondissement d'Argentan. L'altitude y varie de 50 m (Saint-Philbert-sur-Orne) à 276 m (Sainte-Honorine-la-Guillaume).

## Représentation
Le canton de Putanges-Pont-Écrepin votait traditionnellement à droite.

### Conseillers d'arrondissement (de 1833 à 1940)
| Période                                  | Période          | Identité                          | Étiquette   | Qualité |
| ---------------------------------------- | ---------------- | --------------------------------- | ----------- | --- |
| 1833                                     | 1838             | Léonard François Esnault de Marcy |             | Maire de Champcerie, suppléant du juge de paix                                                              |
| 1839                                     | 1842             | Jean Nicolas Lainé (1780-1851)    |             | Pharmacien, juge de paix à Putanges                                                                         |
| 1842                                     | 1848             | François Jean Leclerc             |             | Maire de Champcerie                                                                                         |
| 1848                                     |                  | Guillaume Blanchard               |             | Notaire à Putanges                                                                                          |
|                                          |                  |                                   |             | |
| 1868                                     |                  | Achille César Guérin              |             | Propriétaire, adjoint au maire de Chênedouit                                                                |
|                                          |                  |                                   |             | |
|                                          | 1896 (démission) | Alfred Oriot                      | Républicain | Exploitant agricole, maire de Bazoches-au-Houlme                                                            |
| 1896                                     |                  | M. Rabot                          |             | |
|                                          |                  |                                   |             | |
| 1919                                     | 1929             | Pierre Loyer-Roussel              |             | Propriétaire, maire de Champcerie                                                                           |
|                                          |                  |                                   |             | |
| 1934                                     | 1940             | Albert Delalande (1879-1956)      |             | Agriculteur, maire de Sainte-Croix-sur-Orne                                                                 |
| 1940                                     |                  |                                   |             | Les conseils d'arrondissement ont été suspendus par la loi du 12 octobre 1940 et n'ont jamais été réactivés |
| Les données manquantes sont à compléter. |                  |                                   |             | |

### Conseillers généraux de 1833 à 2015
| Période   | Période               | Identité                                    | Étiquette    | Qualité |
| --------- | --------------------- | ------------------------------------------- | ------------ | --- |
| 1833      | 1838 (démission)      | Clair Legoux Longpré                        |              | Propriétaire, maire de Neuvi |
| 1838      | 1842 (décès)          | Léonard François Esnault de Marcy           |              | Maire de Champcerie, suppléant du juge de paix, conseiller d'arrondissement |
| 1842      | 1845                  | Jean Nicolas Lainé (1780-1851)              |              | Juge de paix, notaire à Putanges, conseiller d'arrondissement |
| 1845      | 1853                  | Paul-Émile de Brémontier                    |              | Propriétaire à Paris et à Courteilles, maire de Courteilles (1846-1848) |
| 1853      | 1861                  | Comte Louis Charles Anatole de Caulaincourt |              | Propriétaire, ancien officier d'état-major, conseiller municipal de Lille |
| 1861      | 1869 (décès)          | Gustave Mariey comte de Vigneral            |              | Propriétaire, maire de Ri |
| 1869      | 1884 (annulation)     | Comte Louis Charles Anatole de Caulaincourt | Droite       | Membre de la Commission consultative de Napoléon III, maire de Giel |
| 1884      | 1895                  | Comte Marie-Christian de Vigneral           | Droite       | Ancien officier supérieur d'état-major, maire de Ri |
| 1895      | 1896 (décès)          | Guillaume Hubert baron de Caix de Chaulieu  | Droite       | Propriétaire et maire de Neuvy-au-Houlme |
| 1896      | 1929 (décès)          | Alfred Oriot                                | Républicain  | Exploitant agricole, maire de Bazoches-au-Houlme, conseiller d'arrondissement, sénateur (1920-1927) |
| 1929      | 1931                  | Pierre Loyer-Roussel                        |              | Propriétaire, maire de Champcerie, conseiller d'arrondissement |
| 1931      | 1940                  | Étienne Le Sassier-Boisauné                 | URD-PSF      | Maire de Rabodanges (1926-1971) |
|           |                       |                                             |              | |
| 1945      | 1964                  | Étienne Le Sassier-Boisauné                 | RI           | Agriculteur-éleveur, maire de Rabodanges (1926-1971), député (1946), sénateur de l'Orne (1946-1965) |
| 1964      | 1994                  | Pierre Raguideau (1923-?)                   | DVD          | Docteur vétérinaire, maire de Putanges-Pont-Écrepin |
| 1994      | déc. 2008 (démission) | Amaury de Saint-Quentin                     | RPR puis UMP | Haut-fonctionnaire, maire de Putanges-Pont-Écrepin (1995–2001), conseiller municipal de Giel-Courteilles (mars à décembre 2008) |
| fév. 2009 | 2015                  | Alain Lambert                               | UMP puis UDI | Notaire, ancien maire d'Alençon, président du conseil général puis départemental de 2007 à 2017, ancien conseiller général du canton d'Alençon-3 (1985-1992, 2004-2009), sénateur de l'Orne (1992-2002 et 2004-2010), ancien ministre du Budget (2002-2004), élu en 2015 dans le canton de Damigny |

Amaury de Saint-Quentin a démissionné de son mandat en décembre 2008 à la suite de sa nomination comme préfet de l'Ardèche. L'élection cantonale partielle les 8 et 15 février 2009 a été remportée au deuxième tour par Alain Lambert (UMP) avec 55,12 % (1 066 voix) des exprimés face à Guy Mercier (divers gauche soutenu par le PS)  qui a obtenu 44,88 % des suffrages (868 voix). Au 1er tour, Alain Lambert avait obtenu la majorité absolue (54,63 %, 949 voix), mais il lui manquait une voix pour atteindre le quart des inscrits (950 voix), l'abstention ayant été importante : 51,42 % au 1er tour et 48 % au deuxième.
Le canton participe à l'élection du député de la troisième circonscription de l'Orne.

## Composition

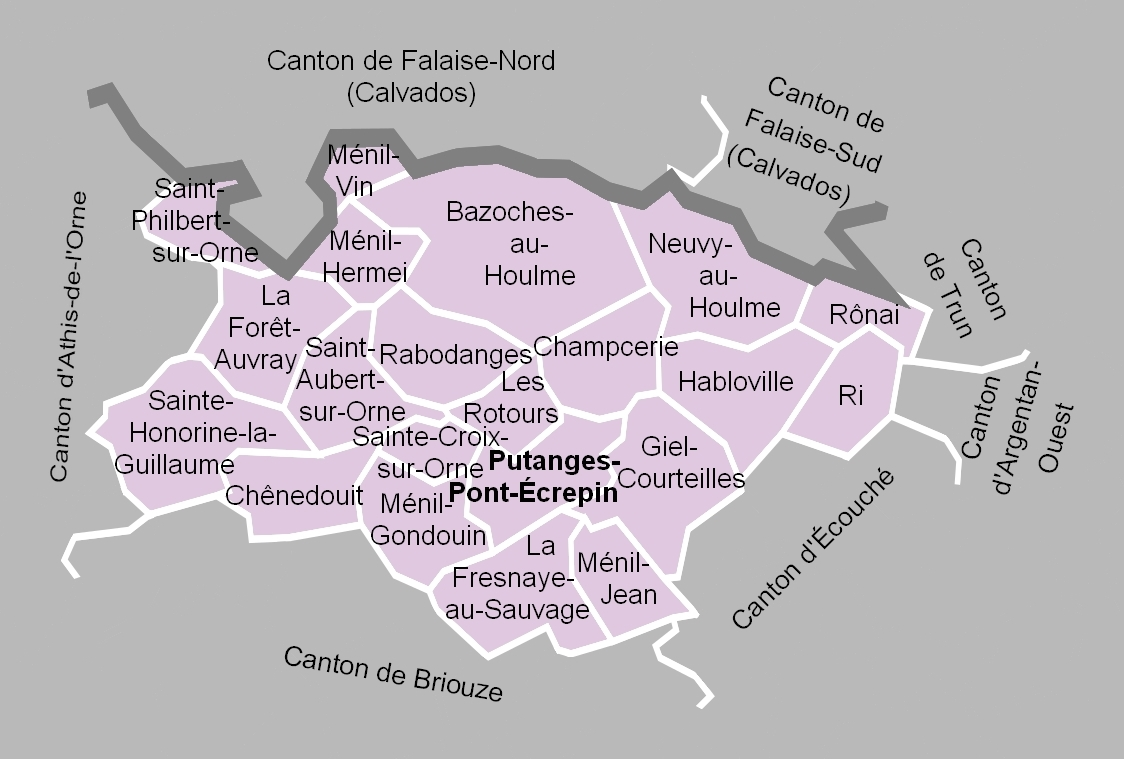
La carte des communes du canton. Les cantons limitrophes étaient ceux de Falaise-Nord, de Falaise-Sud, de Trun, d'Argentan-Ouest, d'Écouché, de Briouze et d'Athis-de-l'Orne.

Le canton de Putanges-Pont-Écrepin comptait 5 017 habitants en 2012 (population municipale) groupait vingt-et-une communes :
- Bazoches-au-Houlme ;
- Champcerie ;
- Chênedouit ;
- La Forêt-Auvray ;
- La Fresnaye-au-Sauvage ;
- Giel-Courteilles ;
- Habloville ;
- Ménil-Gondouin ;
- Ménil-Hermei ;
- Ménil-Jean ;
- Ménil-Vin ;
- Neuvy-au-Houlme ;
- Putanges-Pont-Écrepin ;
- Rabodanges ;
- Ri ;
- Rônai ;
- Les Rotours ;
- Saint-Aubert-sur-Orne ;
- Saint-Philbert-sur-Orne ;
- Sainte-Croix-sur-Orne ;
- Sainte-Honorine-la-Guillaume.

À la suite du redécoupage des cantons pour 2015, toutes les communes à l'exception de Ri et Rônai sont rattachées au canton d'Athis-de-l'Orne. Ri et Rônai sont intégrés au canton d'Argentan-1.

### Anciennes communes
Les anciennes communes suivantes étaient incluses dans le canton de Putanges-Pont-Écrepin :
- La Chapelle-Monvoisin et Saint-Pavin, absorbées en 1812 par Bazoches-au-Houlme.
- Pierrefitte, absorbée en 1816 par Rônai.
- Saint-Malo absorbée en 1821 par La Fresnaye-au-Sauvage.
- Méguillaume et Le Repas, absorbées en 1822 par Chênedouit.
- Le Sacq et Sainte-Honorine-la-Petite, absorbées en 1822 par Ménil-Gondouin.
- Fresnay-le-Buffard, absorbée en 1839 par Neuvy-au-Houlme.
- Courteilles, absorbée en 1965 par Giel. La commune prend le nom de Giel-Courteilles.
- Pont-Écrepin, absorbée en 1965 par Putanges. La commune prend le nom de Putanges-Pont-Écrepin.

## Démographie
| 1968  | 1975  | 1982  | 1990  | 1999  | 2006  | 2011  | 2012  |
| ----- | ----- | ----- | ----- | ----- | ----- | ----- | ----- |
| 5 381 | 4 716 | 4 542 | 4 475 | 4 503 | 4 994 | 5 023 | 5 017 |